# Тітова Світлана Вікторівна

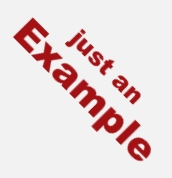
Опис1

Тітова Світлана Вікторівна (*8 вересня 1965 року, смт Десна) — український картограф, кандидат географічних наук, доцент Київського національного університету імені Т. Г. Шевченка.

## Біографія
Народилася 8 вересня 1965 року в смт Десна Козелецького району Чернігівської області. Закінчила у 1988 році географічний факультет Київського університету. У 1995 році заочно аспірантуру Відділення географії Інституту геофізики імені С. І. Субботіна Національної академії наук України. Кандидатська дисертація «Картографічне забезпечення радіоекологічного моніторингу (на прикладі зони аварії на ЧАЕС)» захищена у 2003 році. З 1989 року працює інженером, науковим співробітником Відділення географії цього інституту. У Київському університеті на викладацькій роботі з 1999 року, доцент кафедри геодезії та картографії. Викладає курси:
- Картографічні методи в екології, Основи землеустрою, Основи кадастру, Кадастр, Охорона земель та моніторинг, Управління земельними ресурсами та оцінка нерухомості,Картографічний метод дослідження.

Гарант 
Освітньо-Професійної Програми «Геодезія та землеустрій» за напрямом підготовки 19 - Архітектура та будівництво за спеціальністю - 193 Геодезія та землеустрій на здобуття освітнього ступеню – Бакалавр, також є членом робочої групи освітньої-наукової програми «Землеустрій та кадастр», освітній рівень – Магістр.

## Наукові праці
Автор та співавтор понад 130 наукових та навчально-методичних праць,  в тому числі: 5 - навчальних посібників та 7 - методичних вказівок до виконання практичних та лабораторних робіт для студентів різних курсів та напрямків підготовки, співавтор 4 наукових міжнародних колективних монографій, з яких одна видана англійською мовою.
Основі публікації: Вісник Київського національного університету імені Тараса Шевченка. «Географія» № 2 (71) // Перспективні шляхи застосування доповненої реальності у картографії (2018, у співавторсті). «The actual problems of the world today». Volume 1. - London // Cartographic Method of Research - from Mentality and Practice to Scientific Research (2019, у співавторстві). Knowledge.Education.Law.Management (KELM) №2 (26) // Application of structural-graphical and GIS - modeling in cartographic research (2019, у співавторстві). The national spatial data infrastructure as the basis for the State Land Cadastre//GeoTerrace-2020 (2020, у співавторстві). Український географічний журнал № 3 (111) // Землевпорядна освіта магістерського рівня у світі та Україні: стан та перспективи розвитку (2020, у співавторстві) 